# 丰特斯德希洛卡
丰特斯德希洛卡，是西班牙阿拉贡自治区萨拉戈萨省的一个市镇。 总面积27平方公里，总人口326人（2001年），人口密度12人/平方公里。